# Low Kii Savage
Low Kii Savage (zapis stylizowany: low kii savage) – debiutancka EP-ka amerykańskiej piosenkarki Kiiary. Wydana została 22 marca 2016 roku przez wytwórnie EFFESS, Atlantic Records i Warner Music Group.

## Lista utworów
| Nr | Tytuł utworu        | Tekst                                                     | Muzyka             | Długość |
| -- | ------------------- | --------------------------------------------------------- | ------------------ | ------- |
| 1. | „Gold”              | David Singer-Vine, Felix Snow, Kiara Saulters             | Felix Snow         | 3:45    |
| 2. | „Feels”             | Brenton Duvall, Snow, Blaise Riley, Singer-Vine, Saulters | Duvall, Felix Snow | 3:02    |
| 3. | „Tennessee”         | Singer-Vine, Snow, Saulters, Niles Hollowell-Dhar         | Felix Snow         | 4:20    |
| 4. | „Intention”         | Bryan Jarett, Dan Ullmann, Saulters                       | Casper & B         | 3:49    |
| 5. | „Say Anymore”       | Singer-Vine, Snow, Nyle LeBlanc, Saulters                 | Felix Snow         | 2:48    |
| 6. | „Hang Up tha Phone” | Singer-Vine, Snow, Saulters                               | Felix Snow         | 3:40    |
|    |                     |                                                           |                    | 21:24   |

## Notowania

### Notowania cotygodniowe
| Lista (2016)                      | Najwyższa pozycja |
| --------------------------------- | ----------------- |
| Australian Albums (ARIA)          | 46                |
| Canadian Albums (Billboard)       | 35                |
| US Billboard 200                  | 41                |
| US Heatseekers Albums (Billboard) | 13                |

### Notowania końcoworoczne
| Lista (2016)     | Najwyższa pozycja |
| ---------------- | ----------------- |
| US Billboard 200 | 136               |

## Historia wydania
| Region            | Data          | Format           | Wytwórnia                | Ref.   |
| ----------------- | ------------- | ---------------- | ------------------------ | ------ |
| Świat             | 22 marca 2016 | Digital download | EFFESS, Atlantic, Warner | [ 10 ] |
| Stany Zjednoczone | 27 maja 2016  | Vinyl            | EFFESS, Atlantic, Warner | [ 11 ] |